# Carsten Nowak
Carsten Nowak (* 24. Juli 1965 in Hamburg) ist ein deutscher Rechtswissenschaftler.

## Leben
Nach dem Abitur 1985 am Goethe-Gymnasium Hamburg studierte er Rechtswissenschaften an der Universität Hamburg (1993 erste juristische Staatsprüfung in Hamburg, 1998 zweite juristische Staatsprüfung in Hamburg). Nach der Promotion 1997 zum Dr. iur. an der Universität Hamburg und der venia legendi 2008 für Öffentliches Recht, Europarecht und Völkerrecht ebenda ist er seit 2009 Universitätsprofessor für öffentliches Recht, insbesondere Europarecht an der Europa-Universität Viadrina.
Seine Forschungsschwerpunkte sind Europarecht sowie Teilbereiche vom Öffentlichen Recht und Völkerrecht. Seine fachliche Schwerpunkte sind europäisches Wirtschafts-, Verfassungs- und Verwaltungsrecht.

## Schriften (Auswahl)
- Konkurrentenschutz in der EG. Interdependenz des gemeinschaftlichen und mitgliedstaatlichen Rechtsschutzes von Konkurrenten. Baden-Baden 1997, ISBN 3-7890-4896-8.
- Europarecht nach Lissabon. Baden-Baden 2011, ISBN 978-3-8329-5316-4.
- (Hrsg.): Konsolidierung und Entwicklungsperspektiven des Europäischen Umweltrechts. Baden-Baden 2015, ISBN 3-8487-1166-4.
- mit Carmen Thiele (Hrsg.): Effektivität des Grundrechtsschutzes in der Europäischen Union. Beiträge zum 10. Jahrestag der rechtsverbindlichen EU-Grundrechtecharta. Baden-Baden 2021, ISBN 3-8487-8011-9.